# Leids Harmonieorkest
Het Leids Harmonieorkest is een in 1949 opgericht harmonieorkest in de Nederlandse stad Leiden.

## Geschiedenis
Het Leids Harmonieorkest (LHO) is voortgekomen uit een aantal rooms-katholieke muziekgezelschappen met een oorsprong in 1902. Van 1949 tot en met 1976 opereerde de vereniging onder de naam R.K. Leidse Harmoniekapel. Het predicaat 'Rooms-Katholiek' is in 1976 komen te vervallen en in 2012 is het woord 'kapel' vervangen door 'orkest'.

## Algemeen
De muziekvereniging is een podiumorkest dat een gevarieerd repertoire aan klassieke en moderne werken speelt maar ook bijzondere, originele of zelden uitgevoerde composities wil spelen en zo wil bijdragen aan de herontdekking en herwaardering van werken voor harmonieorkest.
In 2023 heeft de vaste dirigent Remco Krooshof afscheid genomen. Josien van der Tweel heeft het orkest een half jaar ad interim gedirigeerd. Sinds oktober 2023 staat het orkest onder leiding van Harry Tazelaar.

## Dirigenten
| Van  | Tot   | Naam dirigent          |
| ---- | ----- | ---------------------- |
| 2023 | heden | Harry Tazelaar         |
| 2023 | 2023  | Josien van der Tweel   |
| 2012 | 2023  | Remco Krooshof         |
| 2007 | 2012  | Hendrik Jan Brethouwer |
| 2004 | 2006  | Jan Waaijenberg        |
| 1988 | 2003  | Johan Martens          |
| 1985 | 1988  | André Vulperhorst      |
| 1982 | 1985  | Jan van der Scheer     |
| 1981 | 1982  | A. Krabbendam          |
| 1972 | 1981  | W. Kruiskamp           |
| 1972 | 1972  | Verhoef                |
| 1972 | 1979  | D.L. van Oijen         |
| 1964 | 1972  | B.M.J. van den Burg    |
| 1957 | 1964  | Henk Jägel             |
| 1954 | 1957  | A. van Leeuwen         |
| 1951 | 1954  | B. van Veen            |
| 1949 | 1951  | Henri op ten Berg      |